# Johannes Messenius
Johannes Messenius (ur. prawdopodobnie w lipcu 1579, zm. 8 listopada 1636 w Uleåborg (Oulu, obecnie w Finlandii) – szwedzki dramatopisarz i historyk.

## Życiorys

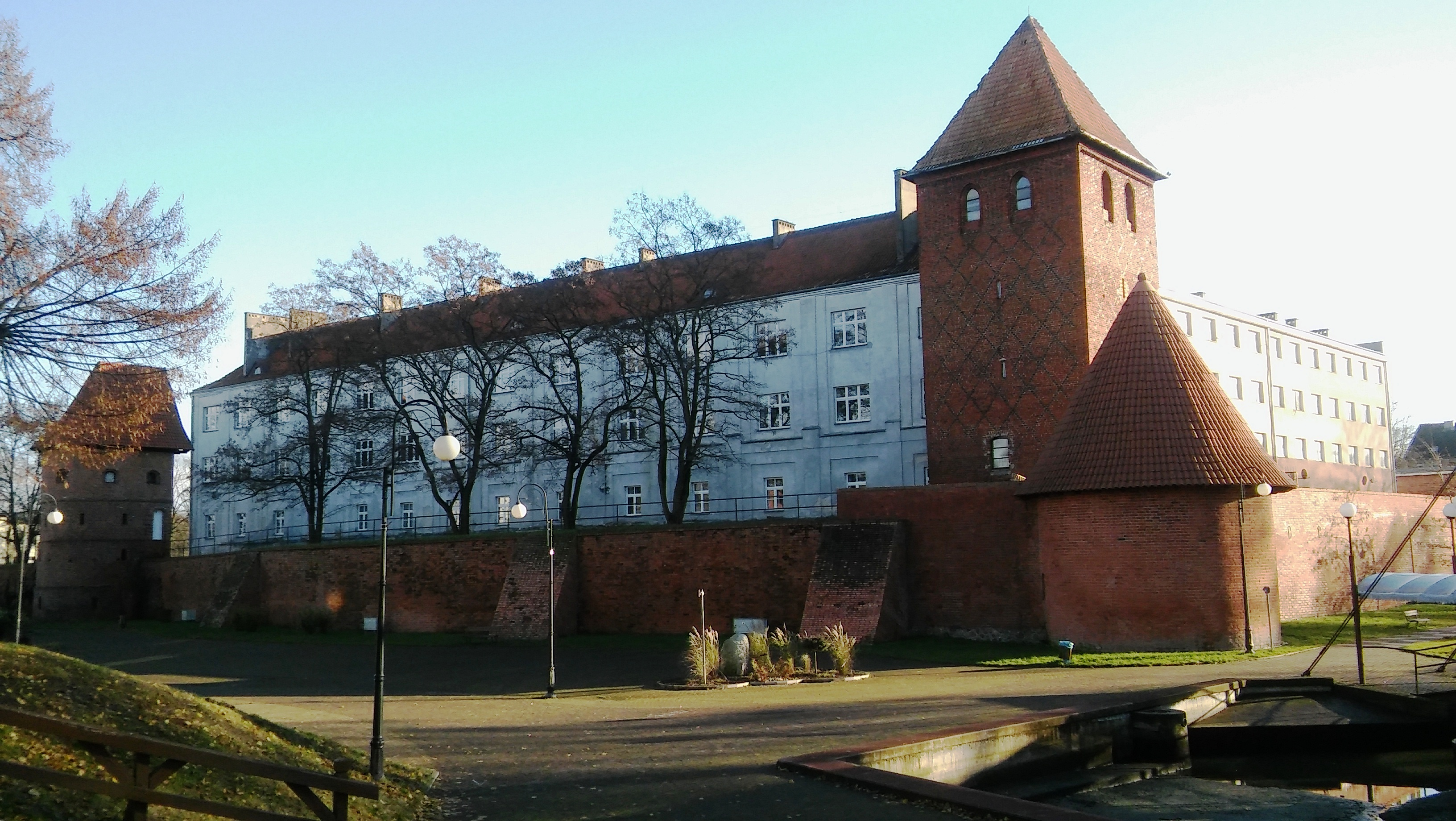
W Braniewie Johannes Messenius w latach 1596–1603 pobierał nauki u jezuitów

Urodził się w chłopskiej rodzinie młynarza w miejscowości Motala w prowincji Östergötland w Szwecji 1579 roku. Naukę rozpoczął w katolickiej szkole w Vadstenie. Następnie został skierowany na stypendium do Seminarium Papieskiego w Braniewie, gdzie rozpoczął naukę 8 listopada 1596 roku. Odnosił sukcesy w nauce i wstąpił do Kongregacji Zwiastowania Najświętszej Maryi Pannie. W 1601 roku był jednym z autorów zbioru poezji, który podczas wizytacji uczelni został wręczony biskupowi warmińskiemu, podkanclerzemu Piotrowi Tylickiemu. U jezuitów w Braniewie uczył się do 1603 roku. Przez pewien czas podróżował po Polsce, poszukując zajęcia, które by odpowiadało jego kwalifikacjom i ambicjom. Wyjechał do Krakowa, w 1604 udał się do Rzymu, a następnie do Ingolstadtu w Bawarii. Na tamtejszym uniwersytecie w 1606 roku został doktorem filozofii. Wracając zatrzymał się na dworze w Pradze, gdzie był poetą cesarza Rudolfa II. W 1607 roku ożenił się z pochodzącą z możnej rodziny Łucją Grothusen, której ojciec Arnold był ochmistrzem Zygmunta III Wazy. Licząc na mecenat króla, Messenius napisał dla niego dzieło Genealogia Sigismundi Tertii (Gdańsk 1608). Król jednak zwlekał z udzieleniem poparcia. Zawiedziony w nadziejach w 1608 powrócił do Szwecji, porzucając jednocześnie katolicyzm i powracając do luteranizmu. Starał się o protekcję króla Karola IX Wazy, publikując utwory, w których zrywał z wiarą katolicką. W 1609 został mianowany profesorem prawa i polityki na Uniwersytecie w Uppsali. Posiadając wiedzę o funkcjonowaniu licznych uczelni europejskich zebraną podczas podróży po Europie, próbował przeprowadzić reformę Uniwersytetu w Uppsali. Intensywnie pracował naukowo, spisywał dzieje Szwecji Szwecji, był. m.in. autorem pierwszego szwedzkiego herbarza. W 1616 roku miały miejsce aresztowania osób, których podejrzewano o współpracę z emigracją. Również Merssenius został oskarżony o związki z polskimi jezuitami i królem Zygmuntem III Wazą i zesłany do Finlandii.
Wydawał dokumenty, które później stały się cennymi źródłami historycznymi. Napisał cykl dramatów przedstawiający historię Szwecji, zatytułowany Scondia illustrata (Szwecja oświecona), wydany pośmiertnie w 15 tomach w latach 1700-1705.